# Milaan-San Remo 2023

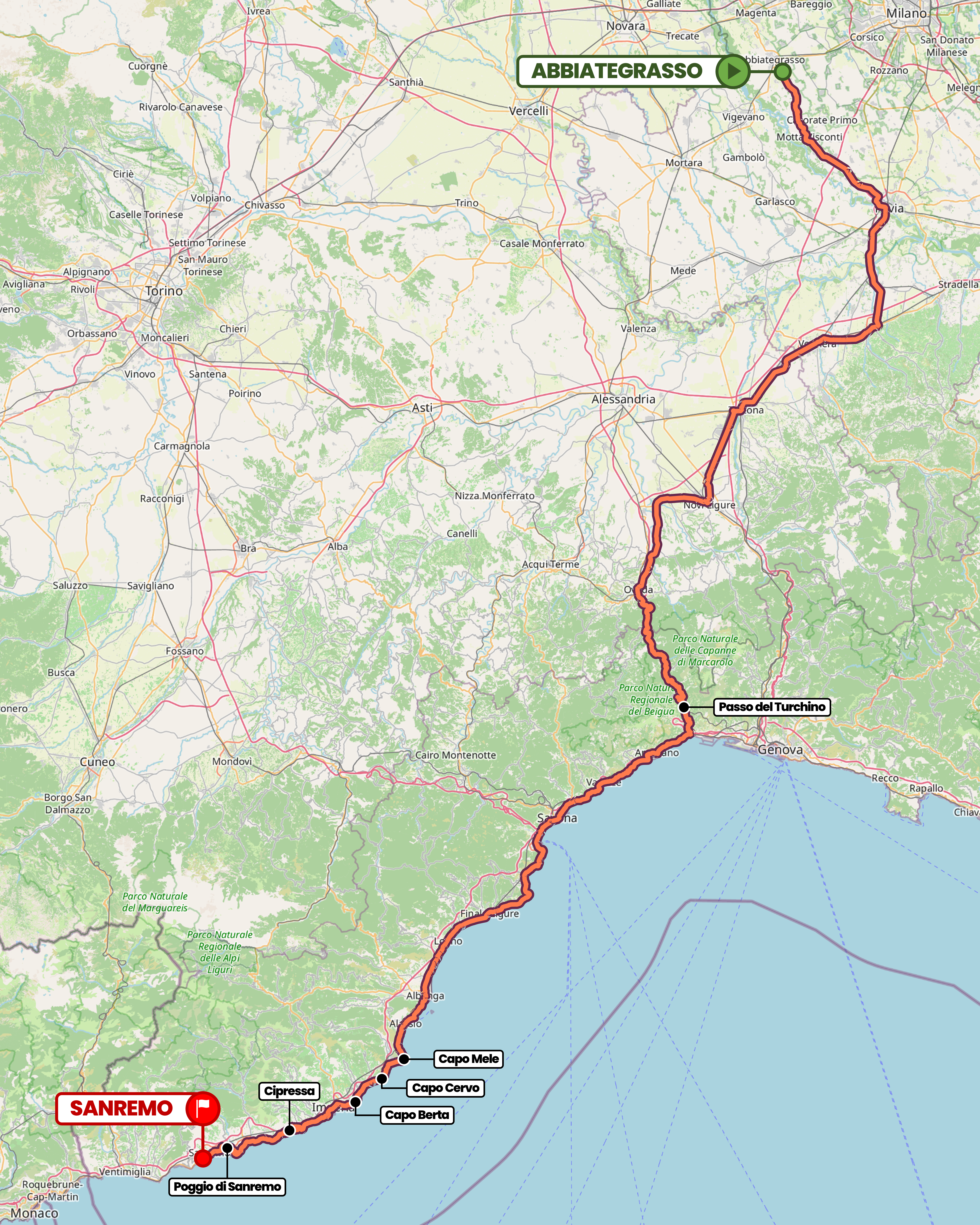
Route van de wedstrijd.

De 114e editie van de wielerwedstrijd Milaan-San Remo werd gereden op 18 maart. De wedstrijd maakte deel uit van de UCI World Tour 2023. Titelverdediger was de Sloveen Matej Mohorič, die als achtste over de streep kwam. Zijn opvolger was de Nederlander Mathieu van der Poel. Van der Poel was de vierde Nederlandse winnaar en won 62 jaar nadat zijn opa Raymond Poulidor de wedstrijd won.

## Deelnemende ploegen
Er namen vijfentwintig ploegen deel. De achttien World Tour ploegen en zeven andere ploegen.

## Uitslag
| Plaats  | Naam                 | Ploeg                 | Tijd     |
| ------- | -------------------- | --------------------- | -------- |
| Winnaar | Mathieu van der Poel | Alpecin-Deceuninck    | 6u25'23" |
| 2       | Filippo Ganna        | INEOS Grenadiers      | + 15"    |
| 3       | Wout van Aert        | Jumbo-Visma           | z.t.     |
| 4       | Tadej Pogačar        | UAE Team Emirates     | z.t.     |
| 5       | Søren Kragh Andersen | Alpecin-Deceuninck    | + 26"    |
| 6       | Mads Pedersen        | Trek-Segafredo        | z.t.     |
| 7       | Neilson Powless      | EF Education-EasyPost | z.t.     |
| 8       | Matej Mohorič        | Bahrain-Victorious    | z.t.     |
| 9       | Anthony Turgis       | Total Energies        | z.t.     |
| 10      | Jasper Stuyven       | Trek-Segafredo        | z.t.     |
| 11      | Julian Alaphilippe   | Soudal Quick-Step     | z.t.     |
| 12      | Davide Ballerini     | Soudal Quick-Step     | + 32"    |
| 13      | Christophe Laporte   | Jumbo-Visma           | z.t.     |
| 14      | Magnus Cort          | EF Education-EasyPost | z.t.     |
| 15      | Jasper Philipsen     | Alpecin-Deceuninck    | z.t.     |
| 16      | Caleb Ewan           | Lotto-Dstny           | z.t.     |
| 17      | Marco Haller         | Bora-hansgrohe        | z.t.     |
| 18      | Nikias Arndt         | Bahrain-Victorious    | z.t.     |
| 19      | Matteo Trentin       | UAE Team Emirates     | z.t.     |
| 20      | Yves Lampaert        | Soudal Quick-Step     | z.t.     |